# Février 1930

## Événements
- 3 février (Indochine française) : Hô Chi Minh fonde le Parti communiste indochinois. Il sera disloqué par la répression des émeutes agraires.
- 10 février : soulèvement urbain et révolte dans les campagnes en Indochine contre les agents recruteurs. La garnison de Yên Bái se soulève, puis a lieu la grande marche des paysans dans le Nghe An, le Ha Tinh et le Quang Ngai (Annam) (mai 1930-septembre 1931).
- 11 février : création de la Société générale aéronautique (SGA) formée par le gouvernement en fusionnant plusieurs avionneurs (Aéroplanes Hanriot et Cie, Nieuport-Astra, Société aérienne bordelaise, SECM et Chantiers aéro-maritimes de la Seine).
- 17 février, France : chute du président du Conseil André Tardieu.
- 18 février : découverte de la planète naine Pluton par l'astronome américain Clyde Tombaugh.
- 21 février, France : Camille Chautemps président du Conseil.
- 25 février, France : chute du président du Conseil Chautemps dès la présentation de son gouvernement à la Chambre.

## Naissances
- 1er février : Shahabuddin Ahmed, homme politique, deux fois président du Bangladesh († 19 mars 2022).
- 6 février : Allan King, réalisateur et producteur canadien († 15 juin 2009).
- 7 février : David Kahn, journaliste américain († 23 janvier 2024).
- 8 février : Chérif Arbouz, écrivain algérien († 17 mars 2021).
- 10 février : Robert Wagner, acteur américain.
- 11 février : Mary Quant, créatrice de mode britannique († 13 avril 2023).
- 15 février : Jean Bonfils, évêque catholique français, évêque émérite de Nice.
- 18 février : 
  - Theodore Freeman, astronaute américain († 31 octobre 1964).
  - Wolfgang Smith, mathématicien, physicien, philosophe des sciences et métaphysicien américain († 19 juillet 2024).
- 19 février : John Frankenheimer, cinéaste américain († 6 juillet 2002).
- 22 février : Giuliano Montaldo, cinéaste italien († 6 septembre 2023).
- 24 février : Hryhorii Chapkis, danseur et chorégraphe ukrainien († 24 février 1930).
- 26 février :
  - Lazar Berman, pianiste Italien d'origine russe († 6 février 2005).
  - James Leslie « Les » McMahon, homme politique australien († 23 janvier 2015).
- 28 février : Leon Neil Cooper, physicien américain († 23 octobre 2024).

## Décès
- 10 février : Maurice Neumont, peintre et affichiste français (° 22 septembre 1868).
- 15 février : Giulio Douhet, général et théoricien militaire italien (° 30 mai 1869).
- 16 février : Anatoli Brandoukov, violoncelliste russe (° 6 janvier 1859, la date de naissance est transposée en calendrier grégorien).
- 26 février : Rafael Merry del Val, cardinal, ancien secrétaire d'État de la Curie romaine (° 10 octobre 1865).
- 27 février : Ahmad Chah, dernier souverain iranien de la dynastie des Qadjar.